# 10,000 Shots
10,000 Shots is het vijfde studioalbum van de Canadese punkband The Real McKenzies. Het album werd uitgegeven op 23 augustus 2005 via het platenlabel Fat Wreck Chords op cd en lp. Het is het eerste album dat de band via dit label heeft laten uitgeven, hoewel er wel voorheen platen zijn uitgegeven via het sublabel Honest Don's Records.

## Nummers
1. "Smokin' Bowl" - 3:05
2. "Best Day Until Tomorrow" - 2:46
3. "Will Ye No Come Back Again?" - 1:59
4. "Pour Decisions" - 2:36
5. "I Hate My Band" - 2:16
6. "Farewell To Nova Scotia" - 2:09
7. "Bugger Off" - 2:02
8. "10,000 Shots" - 2:20
9. "The Skeleton And The Tailor" - 2:38
10. "13" - 2:03
11. "Comin' Thro' The Rye" - 1:38
12. "The Ale Is Dear" - 1:22
13. "The Catalpa" - 3:03